# 심경섭 (공무원)
심경섭(沈庚燮, 1896 ~ )은 대한민국의 기초단체장이다. 현재 강원도 평창,홍천,횡성,삼척,원주군수를 지냈었다.

## 생애
- 1949년 5월 5일 ~ 1949년 11월 3일 제2대 강원도 평창군수[1]
- 1950년 9월 25일 ~ 1952년 10월 23일 제3대 강원도 홍천군수[2]
- 1952년 10월 24일 ~ 1954년 10월 18일 제7대 강원도 횡성군수[3]
- 1956년 9월 17일 ~ 1958년 8월 12일 제8대 강원도 삼척군수[4]
- 1958년 1월 ~ 1959년 5월 제12대 강원도 원주군수[5]